# Giovanni Federico di Württemberg
Giovanni Federico di Württemberg (Mömpelgard, 5 maggio 1582 – Heidenheim an der Brenz, 18 luglio 1628) fu duca di Württemberg dal 4 febbraio 1608 fino alla sua morte.

## Biografia
Giovanni Federico era il figlio maggiore di Federico I di Württemberg e di Sibilla di Anhalt. Egli era nato nel Castello di Mömpelgard che abbandonò all'età di quattro anni quando la famiglia si trasferì a Stoccarda.
Giovanni Federico sposò Barbara Sofia del Brandeburgo (1584 – 1636), figlia del principe elettore Gioacchino Federico di Brandeburgo. Per commemorare il suo matrimonio il 5 novembre 1609, egli modificò il Castello di Urach, modificando la cosiddetta "Sala d'Oro" in uno dei più begli esempi di sale da banchetto di stile rinascimentale in Germania. Da Barbara Sofia ebbe nove figli.
Giovanni Federico era un governante equilibrato e amante della pace ma fu minato per tutta la sua vita da continue malattie e sofferenze. A parte questo, egli ripristinò la costituzione (che era stata sospesa da suo padre, Federico I, soggetta a cambiamenti ma mai ampliata). Egli restaurò inoltre il potere del consiglio del Duca Ludovico (che era stato abolito sempre da Federico I). Grande importanza nel suo regno, ricoprì Matthäus Enzlin, uomo disonesto ma di grande potenza come cancelliere del Ducato, condannato alla fortezza a vita per estorsione e sfruttamento della carica pubblica, sin quando non si ebbe l'ulteriore commuta a pena di morte venendo decapitato nella piazza del mercato a Urach nel 1613. Egli, comunque, migliorò leggermente le finanze dello stato e il commercio. In effetti, uno dei problemi ricorrenti del duca, era proprio quello di avere delle casse non sicure.

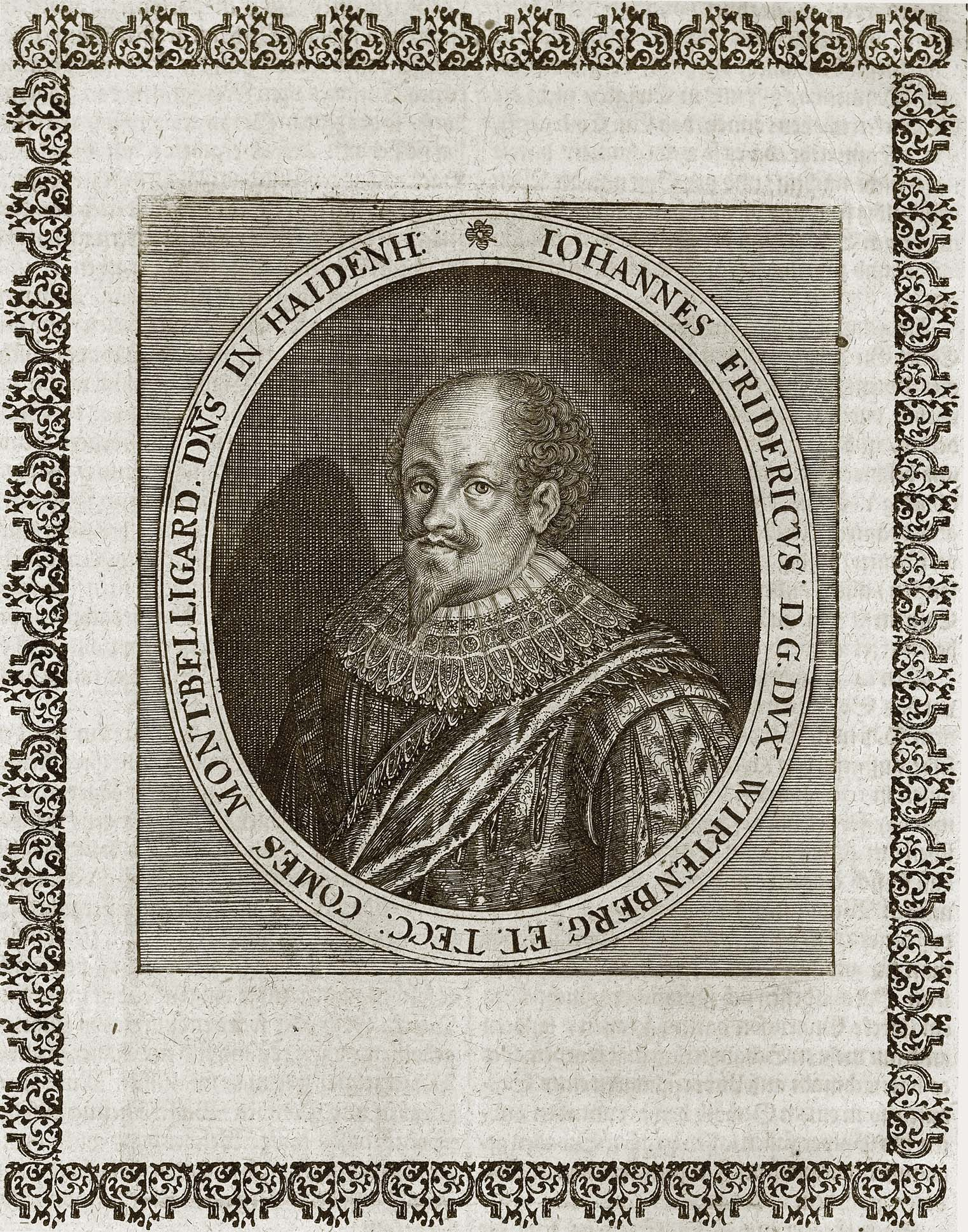
Incisione di un ritratto di Giovanni Federico presa dall'opera "Theatrum Europaeum" di Matthäus Merian del 1662.

Giovanni Federico continuò le lunghe trattative iniziate da suo padre con i principi di religione cristiano-evangelica, aprendo la seduta di Auhausen, presso Nördlingen nel maggio del 1608 e la conseguente Unione di Auhausen. Nel 1621 he egli mosse guerra con le armate protestanti verso il Palatinato, anche se l'alleanza crollò nello stesso anno.
Il duca Giovanni Federico seguitò a sostenere l'alleanza della riunione. Alla Battaglia di Wimpfen (26 aprile 1622), Giorgio Federico di Baden-Durlach, venne sconfitto dal Maresciallo Tilly e il fratello più giovane del duca cadde in battaglia. La naturale conclusione della sconfitta fu l'invasione del Wurttemberg e il suo relativo saccheggio da parte dei vincitori.
Il 28 maggio 1617, Giovanni Federico strinse un accordo (Fürstbrüderlicher Vergleich) con i propri fratelli minori; al primo fratello, Ludovico Federico venne affidata la Contea di Mömpelgard - pur non separata totalmente dal Ducato di Württemberg; il fratello successivo, Giulio Federico ereditò la recentemente acquisita sovranità su Brenz e Weiltingen, dando vita alle due nuove linee del ducato, i Württemberg-Mömpelgard (che si estinsero nel 1723) e i Württemberg-Weiltingen (che si estinsero nel 1792). Gli altri suoi fratelli, Federico Achille e Magnus ereditarono rispettivamente i castelli di Neuenstadt e Neuenbürg. Dal momento che poi entrambi i fratelli morirono senza sposarsi e quindi senza eredi, i loro domini rientrarono al Ducato di Württemberg.

## Matrimonio ed eredi
Dal matrimonio con Barbara Sofia nacquero i seguenti figli che raggiunsero l'età adulta:
- Antonia (1613-1679);
- Eberardo (1614-1674);
- Federico (1615-1682);
- Ulrico (1617-1671);
- Anna Giovanna (1619-1679);
- Sibilla (1620-1707).

## Ascendenza
|                                     |                              |                                | Genitori                     |  |  | Nonni |  |  | Bisnonni              |  |  | Trisnonni               |  |
|                                     |                              |                                |                              |  |  |       |  |  | Enrico di Württemberg |  |  | Ulrico V di Württemberg |  |
|                                     |                              |                                |                              |  |  |       |  |  | Enrico di Württemberg |  |  | Ulrico V di Württemberg |  |
|                                     |                              | Elisabetta di Baviera-Landshut |                              |  |  |       |  |  | Enrico di Württemberg |  |  |                         |  |
| Giorgio I di Württemberg-Mömpelgard |                              |                                |                              |  |  |       |  |  | Enrico di Württemberg |  |  |                         |  |
|                                     |                              | Eva di Salm                    | …                            |  |  |       |  |  |                       |  |  |                         |  |
|                                     |                              | Eva di Salm                    | …                            |  |  |       |  |  |                       |  |  |                         |  |
|                                     |                              | Eva di Salm                    | …                            |  |  |       |  |  |                       |  |  |                         |  |
| Federico I di Württemberg           |                              | Eva di Salm                    |                              |  |  |       |  |  |                       |  |  |                         |  |
|                                     |                              | Filippo I d'Assia              | Guglielmo II d'Assia         |  |  |       |  |  |                       |  |  |                         |  |
|                                     |                              | Filippo I d'Assia              | Guglielmo II d'Assia         |  |  |       |  |  |                       |  |  |                         |  |
|                                     |                              | Filippo I d'Assia              | Anna di Meclemburgo-Schwerin |  |  |       |  |  |                       |  |  |                         |  |
| Barbara d'Assia                     |                              | Filippo I d'Assia              |                              |  |  |       |  |  |                       |  |  |                         |  |
|                                     |                              | Cristina di Sassonia           | Giorgio di Sassonia          |  |  |       |  |  |                       |  |  |                         |  |
|                                     |                              | Cristina di Sassonia           | Giorgio di Sassonia          |  |  |       |  |  |                       |  |  |                         |  |
|                                     |                              | Cristina di Sassonia           | Barbara Jagellona            |  |  |       |  |  |                       |  |  |                         |  |
| Giovanni Federico di Württemberg    |                              | Cristina di Sassonia           |                              |  |  |       |  |  |                       |  |  |                         |  |
|                                     | Giovanni II di Anhalt-Dessau | …                              |                              |  |  |       |  |  |                       |  |  |                         |  |
|                                     | Giovanni II di Anhalt-Dessau | …                              |                              |  |  |       |  |  |                       |  |  |                         |  |
|                                     | Giovanni II di Anhalt-Dessau | …                              |                              |  |  |       |  |  |                       |  |  |                         |  |
| Gioacchino Ernesto di Anhalt        | Giovanni II di Anhalt-Dessau |                                |                              |  |  |       |  |  |                       |  |  |                         |  |
|                                     |                              | Margherita di Brandeburgo      | Gioacchino I di Brandeburgo  |  |  |       |  |  |                       |  |  |                         |  |
|                                     |                              | Margherita di Brandeburgo      | Gioacchino I di Brandeburgo  |  |  |       |  |  |                       |  |  |                         |  |
|                                     |                              | Margherita di Brandeburgo      | Elisabetta di Danimarca      |  |  |       |  |  |                       |  |  |                         |  |
| Sibilla di Anhalt                   |                              | Margherita di Brandeburgo      |                              |  |  |       |  |  |                       |  |  |                         |  |
|                                     |                              | Wolfgang von Barby             | …                            |  |  |       |  |  |                       |  |  |                         |  |
|                                     |                              | Wolfgang von Barby             | …                            |  |  |       |  |  |                       |  |  |                         |  |
|                                     |                              | Wolfgang von Barby             | …                            |  |  |       |  |  |                       |  |  |                         |  |
| Agnese di Barby-Mühlingen           |                              | Wolfgang von Barby             |                              |  |  |       |  |  |                       |  |  |                         |  |
|                                     |                              | …                              | …                            |  |  |       |  |  |                       |  |  |                         |  |
|                                     |                              | …                              | …                            |  |  |       |  |  |                       |  |  |                         |  |
|                                     |                              | …                              | …                            |  |  |       |  |  |                       |  |  |                         |  |
|                                     |                              | …                              |                              |  |  |       |  |  |                       |  |  |                         |  |